# 함수해석학
함수해석학(函數解析學, 영어: functional analysis)이란 벡터 공간과 연산자들에 대해 다루는 해석학의 한 분야이다. 역사적으로 함수 공간에 대해서 연구하기 시작한 것이 그 기원이며 특히 푸리에 변환, 미분 방정식, 적분 방정식에서 함수의 변환에 대한 연구들이 그 예이다. 함수해석학에서 큰 업적을 남긴 수학자로는 스테판 바나흐가
있다.

## 노름 벡터 공간
현대에는 함수해석학을 실수나 복소수로 구성된 완비 노름 공간을 주로 다룬다. 이러한 공간을 바나흐 공간이라고 하는데, 그 대표적인 예로 힐베르트 공간이 있다. 힐베르트 공간에서는 노름이 내적을 이용해서 생각할 수 있다. 이러한 공간들은 여러 분야에서 매우 중요하게 사용된다. 예를 들어 양자역학의 공식들을 만들 때 사용한다. 함수해석학에서는 더 일반적인 공간인 위상 벡터 공간에 대해서도 연구한다.

## 같이 보기
- 스테판 바나흐
- 럭스 페테르
- 월터 루딘
- 세르게이 소볼레프

## 참고 문헌
- Conway, John B. (1990). 《A course in functional analysis》. Graduate Texts in Mathematics (영어) 96 2판. Springer. ISBN 978-0-387-97245-9. ISSN 0072-5285.
- Kutateladze, Semën Samsonovich (1996). 《Fundamentals of Functional Analysis》. Kluwer Texts in the Mathematical Sciences (영어) 12 2판. New York: Springer. 292쪽. doi:10.1007/978-94-015-8755-6. ISBN 978-0-7923-3898-7. ISSN 0927-4529.
- Reed, Michael Charles; Simon, Barry Martin (1980). 《Functional analysis》. Methods of Modern Mathematical Physics (영어) 1. Academic Press. ISBN 0-12-585050-6. Zbl 0459.46001.
- Rudin, Walter (1991). 《Functional analysis》. International Series in Pure and Applied Mathematics (영어) 2판. McGraw-Hill. ISBN 978-0-07-054236-5. Zbl 0867.46001.
- Teschl, Gerald (2009). 《Mathematical methods in quantum mechanics with applications to Schrödinger operators》. Graduate Studies in Mathematics (영어) 99. American Mathematical Society. ISBN 978-0-8218-4660-5. MR 2499016. Zbl 1166.81004.